# Conura
Conura är ett släkte av steklar som beskrevs av Maximilian Spinola 1837. Conura ingår i familjen bredlårsteklar.

## Bildgalleri

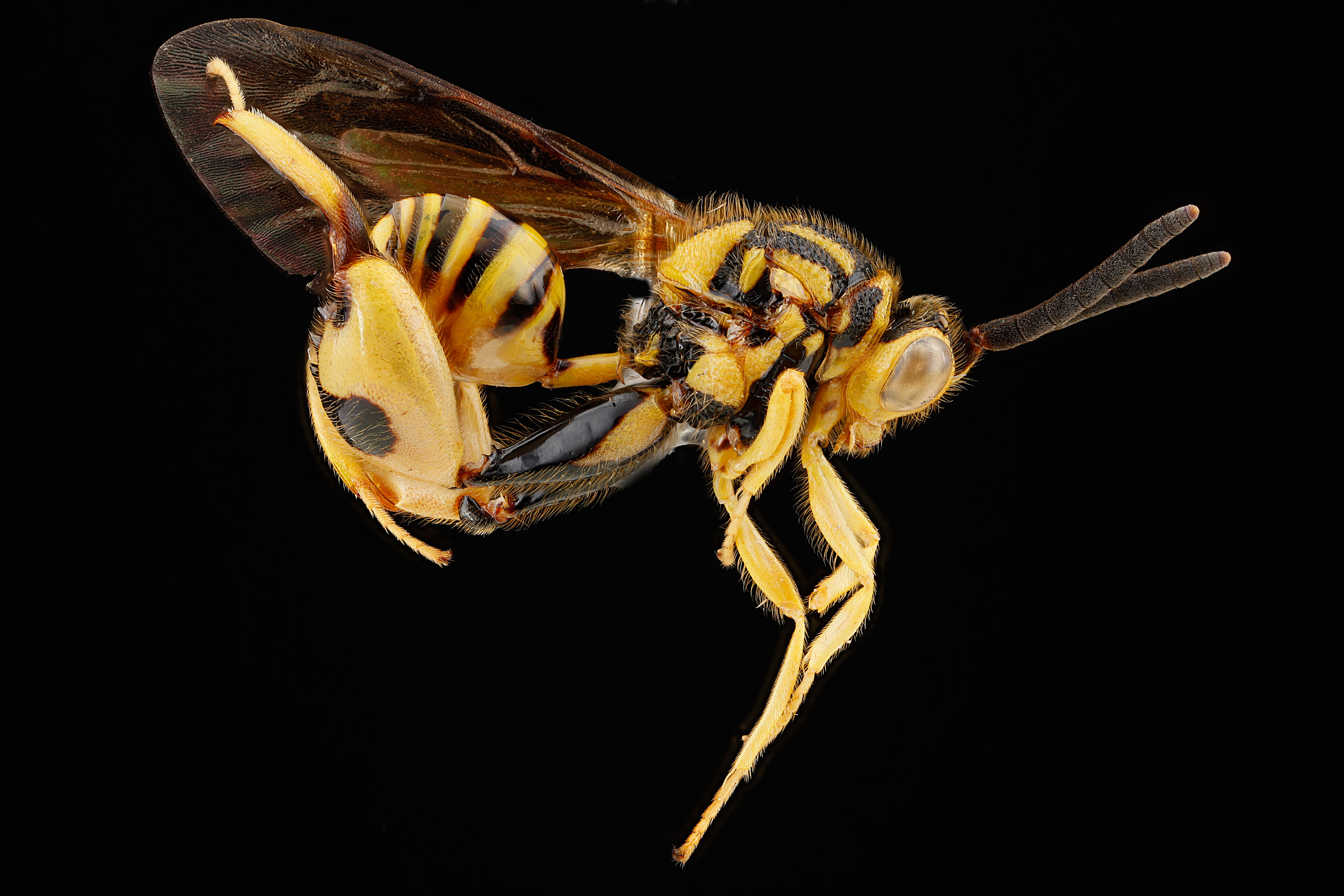
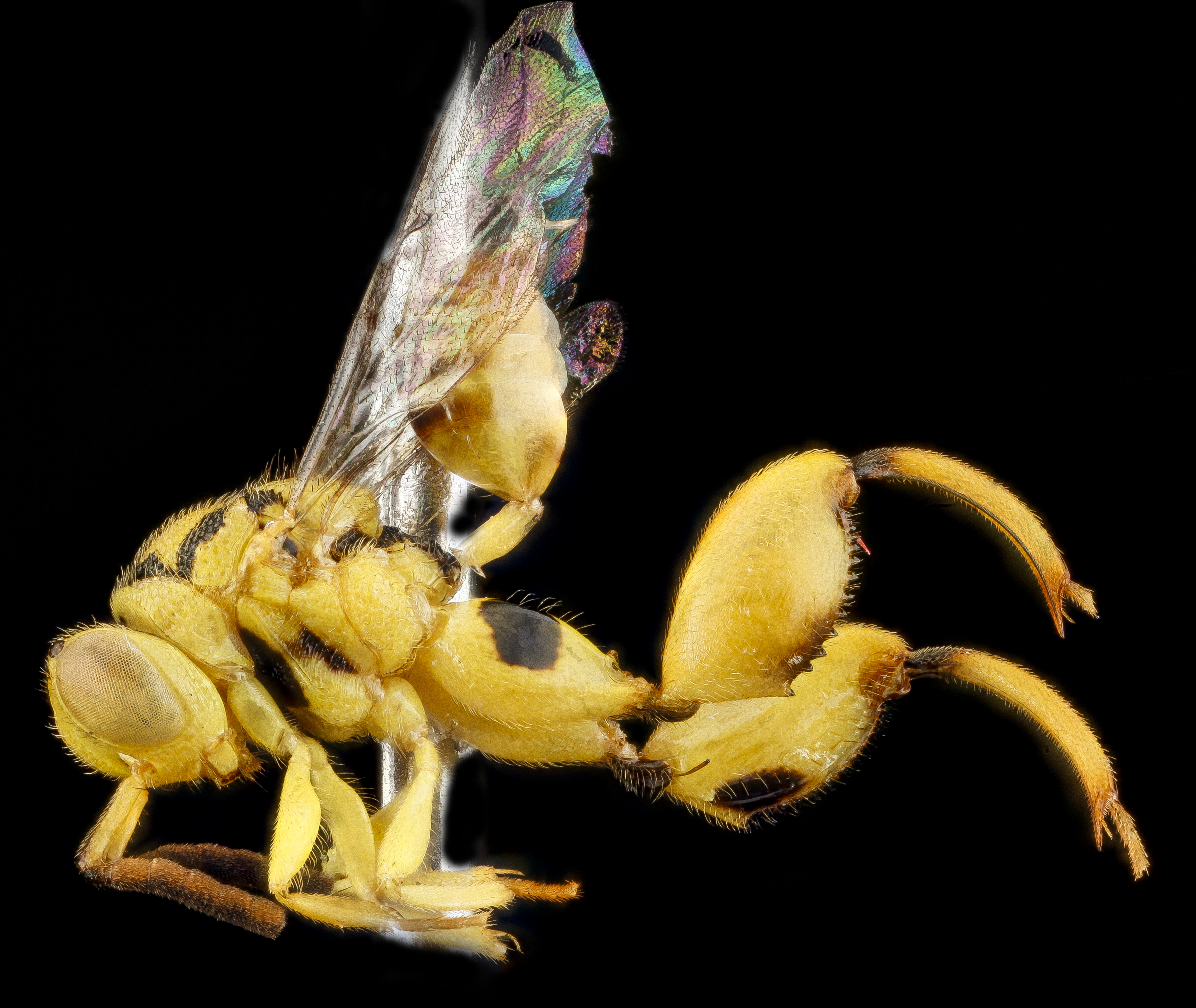

## Dottertaxa tillConura, i alfabetisk ordning[1][2]
- Conura acuta
- Conura adela
- Conura albifrons
- Conura annulipes
- Conura biannulata
- Conura camescens
- Conura convergea
- Conura dentiscapa
- Conura depicta
- Conura dimidiata
- Conura elaeisis
- Conura emarginata
- Conura enocki
- Conura femorata
- Conura ferruginea
- Conura flava
- Conura flavicans
- Conura giraulti
- Conura hirtifemora
- Conura igneopatruelis
- Conura immaculata
- Conura initia
- Conura laticeps
- Conura maculata
- Conura magdelenensis
- Conura martinezi
- Conura meteori
- Conura miniata
- Conura nigricornis
- Conura patagonica
- Conura petioliventris
- Conura philippia
- Conura picta
- Conura pilosipartis
- Conura propodea
- Conura pseudofulvovariegata
- Conura pygmaea
- Conura pylas
- Conura quadripunctata
- Conura rufa
- Conura shemaida
- Conura side
- Conura tarsalis
- Conura torvina
- Conura variegata
- Conura xanthostigma